# 囊种草
囊种草（学名：Thylacospermum caespitosum）是石竹科囊种草属的植物。分布于印度、哈萨克斯坦、吉尔吉斯以及中国大陆的甘肃、西藏、四川、青海、新疆等地，生长于海拔3,600米至6,000米的地区，常生长在岩石缝、山顶沼泽地、流石滩和高山垫状植被中，目前尚未由人工引种栽培。

## 别名
簇生囊种草（中国高等植物图鉴补编） 簇生柔子草（西藏植物志）